# Twist (Arkansas)
Twist es un área no incorporada ubicada en el condado de Cross, en el estado estadounidense de Arkansas.

## Geografía
Twist se encuentra ubicada en las coordenadas 35°22′34″N 90°30′26″O / 35.37611, -90.50722.